# Сент-Эстев
Сент-Эстев (фр. Saint-Estève) — коммуна во Франции, департамент Восточные Пиренеи, регион Лангедок — Руссильон — Юг — Пиренеи. Является административным центром кантона Ле-Рибераль, округ Перпиньян. На 2013 год население коммуны составляло 11 846 человек, Сент-Эстев — третья коммуна в департаменте по численности. Мэр города — Робер Вила, также является членом генерального совета департамента.

## Географическое положение
Сент-Эстев находится на юге Франции на равнине Руссильон. На юге коммуна окружена горной цепью Альбер, на севере — массивом Корбьер, на западе находится пик Канигу, на юго-востоке коммуна граничит с Перпиньяном. Коммуна находится в 5 км от аэропорта Перпиньян-Риверсальт.

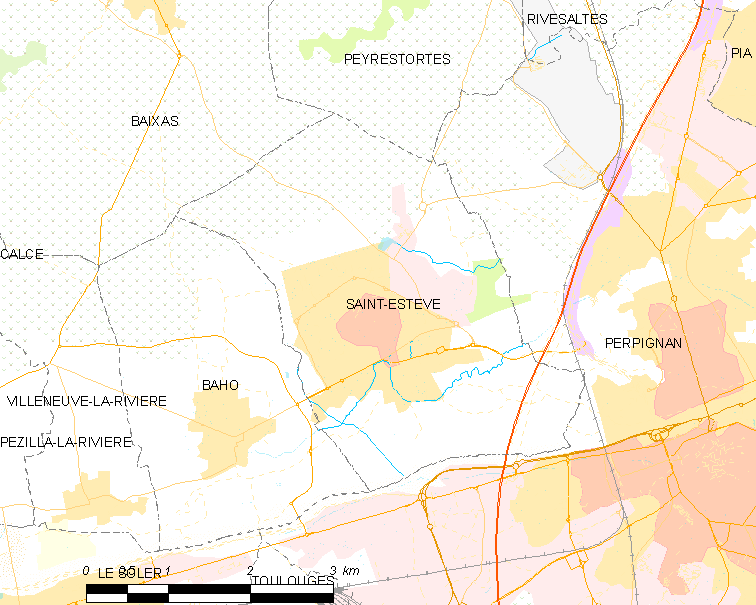
Карта коммуны

## История
Поселение называлось Acutanium в римские времена, деревня затем сменила название на «Сент-Эстев-дель-Монастир» в честь святого Стефана, покровителя бенедиктинцев, которые построили монастырь в городе. Они создали сеть оросительных каналов. В 1343 году поселение было разрушено королём Арагона. Во время осады Перпиньяна в 1642 году Людовик XIII устроил штаб в Сент-Эстеве на ферме, которую затем назвали Mas del Rey — Дом короля.

## Население

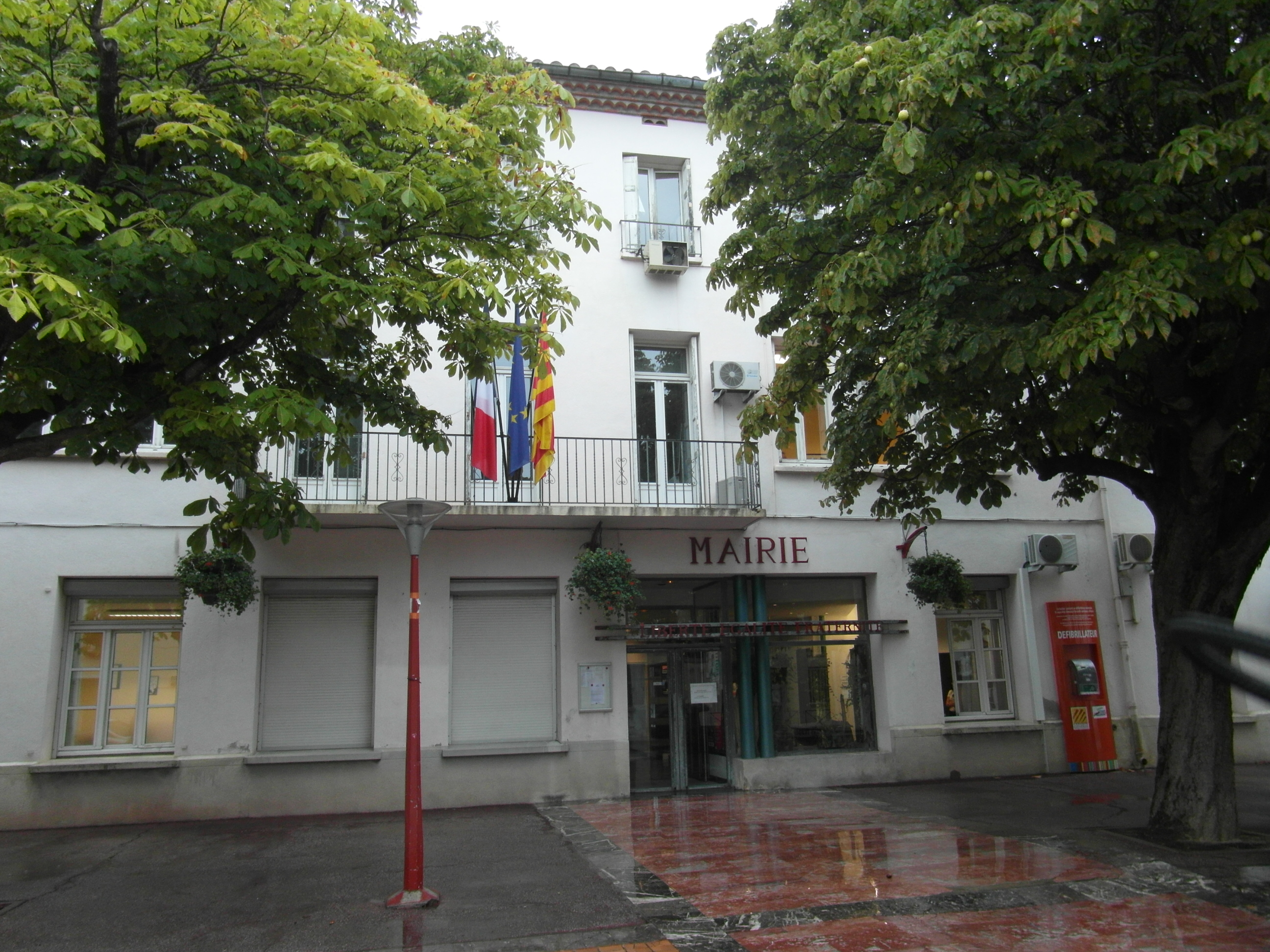
Мэрия Сент-Эстева

Согласно переписи 2013 года население Сент-Эстева составляло 11 846 человек (46,6 % мужчин и 53,4 % женщин), в коммуне было 5198 домашних хозяйств, 3456 семей. Население коммуны по возрастному диапазону распределилось следующим образом: 16,0 % — жители младше 14 лет, 14,9 % — между 15 и 29 годами, 17,2 % — от 30 до 44 лет, 19,5 % — от 45 до 59 лет и 32,3 % — в возрасте 60 лет и старше.
Среди 5198 домашних хозяйств 66,5 % составляли семьи: 24,0 % имели детей, 31,7 % были бездетны, 10,8 % составляли семьи с одним родителем. Среди жителей старше 15 лет 47,4 % состояли в браке, 52,6 % — не состояли.
Среди населения старше 15 лет (9190 человек) 32,9 % населения не имели образования или имели только начальное образование или закончили только колледж, 24,2 % — получили аттестат об окончании лицея или закончили полное среднее образование или среднее специальное образование, 20,6 % — закончили сокращённое высшее образование и 22,2 % — получили полное высшее образование.
В 2012 году из 6928 человек трудоспособного возраста (от 15 до 64 лет) 5145 были экономически активными, 1783 — неактивными (показатель активности 74,3 %, в 2007 году — 69,2 %). Из 5145 активных трудоспособных жителей работали 4407 человек (2163 мужчины и 2244 женщины), 738 числились безработными. Среди 1783 трудоспособных неактивных граждан 526 были учениками либо студентами, 679 — пенсионерами, а ещё 578 — были неактивны в силу других причин. Распределение населения по сферам занятости в коммуне: 0,7 % — сельскохозяйственные работники, 3,8 % — ремесленники, торговцы, руководители предприятий, 5,7 % — работники интеллектуальной сферы, 14,3 % — работники социальной сферы, 17,1 % — государственные служащие, 10,1 % — рабочие и 35,2 — пенсионеры. В 2013 году средний доход на жителя в месяц составлял 1894 €, в год — 22 732 €.
Динамика численности населения:
| Население коммуны в XIX—XXI веках |
| --------------------------------- |
|                                   |